# Diabrotica exclamationis
Diabrotica exclamationis es una especie de insecto coleóptero de la familia Chrysomelidae. Fue descrita en 1859 por Baly.